# Theridion sardis
Theridion sardis là một loài nhện trong họ Theridiidae.
Loài này thuộc chi Theridion. Theridion sardis được Ralph Vary Chamberlin & Wilton Ivie miêu tả năm 1944.